# Clifford Evans

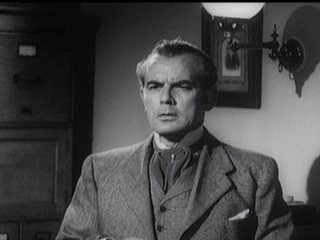
Clifford Evans

Clifford George Evans (* 17. Februar 1912 in Senghenydd, Wales, Vereinigtes Königreich; † 9. Juni 1985 in Shropshire) war ein britischer Schauspieler.

## Leben
Der in einem walisischen Dorf nördlich der Hauptstadt Cardiff geborene Evans besuchte als Teenager in London die Royal Academy of Dramatic Art und gab dort seinen Einstand 1930 in dem Theaterstück ‘The Witch’. Anschließend ging Clifford Evans auf Tournee und trat seit September 1934 in Stücken wie ‘The Distaff Side’ (1934), ‘Hamlet’ (1936) und ‘Ghosts’ (1937) auf. Der kräftige, hoch gewachsene und in seinen (späteren Film-)Rollen zumeist entschlossen-grimmig wirkende Schauspieler machte sich auf der Bühne vor allem mit Shakespeare-Aufführungen einen Namen, wirkte aber auch in Stücken anderer englischsprachiger Autoren (wie z. B. George Bernard Shaws ‘The Doctor’s Dilemma’) mit.
Seit Mitte der 1930er Jahre regelmäßig im Film präsent, ließ man Evans überwiegend toughe, hartgesottene Typen spielen, darunter auch raubauzige Polizeiinspektoren wie beispielsweise in dem Eddie-Constantine-Streifen „Dicke Luft und heiße Liebe“. Mit seinem Quäker William Penn in dem Historiendrama „Der Gouverneur von Pennsylvanien“ hatte Evans zum Jahresbeginn 1941 seine wohl bekannteste und vielschichtigste Filmhauptrolle erhalten. 1949 verfasste er die Storyvorlage zu der Waliser Rugby-Komödie „Kampf ums Geld“ (A Run for Your Money).
Zu Beginn der 60er Jahre erhielt der Waliser nach längerer Zeit wieder zwei Hauptrollen, diesmal in Horrorfilmen der Hammer Productions: In dem Werwolf-Grusel „Der Fluch von Siniestro“ verkörperte Evans den spanischen Landadeligen Don Alfredo Carido, in der Schauermär „Der Kuß des Vampirs“ den mit Fledermäusen experimentierenden bayerischen Professor Zimmer. Unmittelbar im Anschluss daran ließ Clifford Evans in der Abenteuergeschichte „Raubzug der Wikinger“ als Wikinger-König Harald Richard Widmark auf große Schatzsuche in südliche Gefilde aufbrechen.
In späteren Jahren fand Clifford Evans reichlich Beschäftigung mit Gastrollen in britischen Fernsehproduktionen. Darüber hinaus zeichnete er als Co-Produzent und/oder Autor bei einer Reihe von Serien verantwortlich, darunter ‘The Inheritors’, ‘Memories of Xmas’, ‘Strife’, ‘Child’s Play’, ‘Sing the Lord’, ‘Jethrow’, ‘Sing to the Land’ und ‘Where There’s a Will’, seine letzte, 1984 ausgestrahlte Arbeit.

## Filmografie
als Schauspieler in Kinofilmen, wenn nicht anders angegeben
- 1935: The River House Mystery
- 1936: The Tenth Man
- 1936: Ourselves Alone
- 1936: Calling the Tune
- 1937: Mademoiselle Docteur
- 1937: The Mutiny of the Elsinore
- 1937: 13 Men and a Gun
- 1938: Luck of the Navy
- 1939: His Brother’s Keeper
- 1939: At the Villa Rose
- 1939: The Proud Valley
- 1939: The House of the Arrow
- 1940: Fingers
- 1940: Love on the Dole
- 1940: Freedom Radio
- 1941: Der Gouverneur von Pennsylvanien (Penn of Pennsylvania)
- 1941: The Saint Meets the Tiger
- 1941: Ein gefährliches Unternehmen (The Foreman Went to France)
- 1942: Es geht um 50000 Dollar (Suspected Person)
- 1943: The Flemish Farm
- 1946: The Silver Darlings (auch Co-Regie)
- 1947: While I Live
- 1947: Don Giovanni (Produzent dieses TV-Films)
- 1949: The Twenty Questions Murder Mystery
- 1952: Achtung, Menschenraub (Escape Route)
- 1952: Valley of Song
- 1953: The Straw Man
- 1953: Solution by Phone
- 1954: Treffpunkt Palette (The Gilded Cage)
- 1956: Jaguar packt zu (Passport to Treason)
- 1956: Schreie der Angst (At the Stroke of Nine)
- 1956: Face in the Night
- 1957: The Heart Within
- 1957: Kinder der Straße (Violent Playground)
- 1959: Dicke Luft und heiße Liebe (S.O.S. Pacific)
- 1960: Der Fluch von Siniestro (The Curse of the Werewolf)
- 1962: Der Kuß des Vampirs (Kiss of the Vampire)
- 1964: Raubzug der Wikinger (The Long Ships)
- 1965–69: The Power Game (Fernsehserie)
- 1967: Twist of Sand
- 1967: Nummer 6 (The Prisoners, Fernsehserie, 1 Folge)
- 1969: One Brief Summer
- 1969: Randall & Hopkirk – Detektei mit Geist (Randall & Hopkirk (Deceased); Fernsehserie, 1 Folge)
- 1969: Simon Templar (Fernsehserie, 1 Folge)
- 1970: Codename (Fernsehserie)
- 1972: Jason King (zwei Folgen)
- 1972: Gene Bradley in geheimer Mission (The Adventurer; Fernsehserie, 1 Folge)
- 1974: The Inheritors (Produzent bei Fernsehserie)
- 1977: Kilvert‘s Diary (Fernsehserie, 2 Folgen)
- 1978: Dylan (Fernsehfilm)